# Victor Taelemans
Victor Taelemans (1864-1920) est un architecte belge de la période Art nouveau actif à Bruxelles.
Ses plus belles réalisations sont la Villa Elisa, avenue Winston Churchill no 8 à Uccle, ainsi que la maison qu'il a édifiée au no 70 de la rue Philippe le Bon dans le quartier des Squares à Bruxelles (maison Taelemans).

## Style

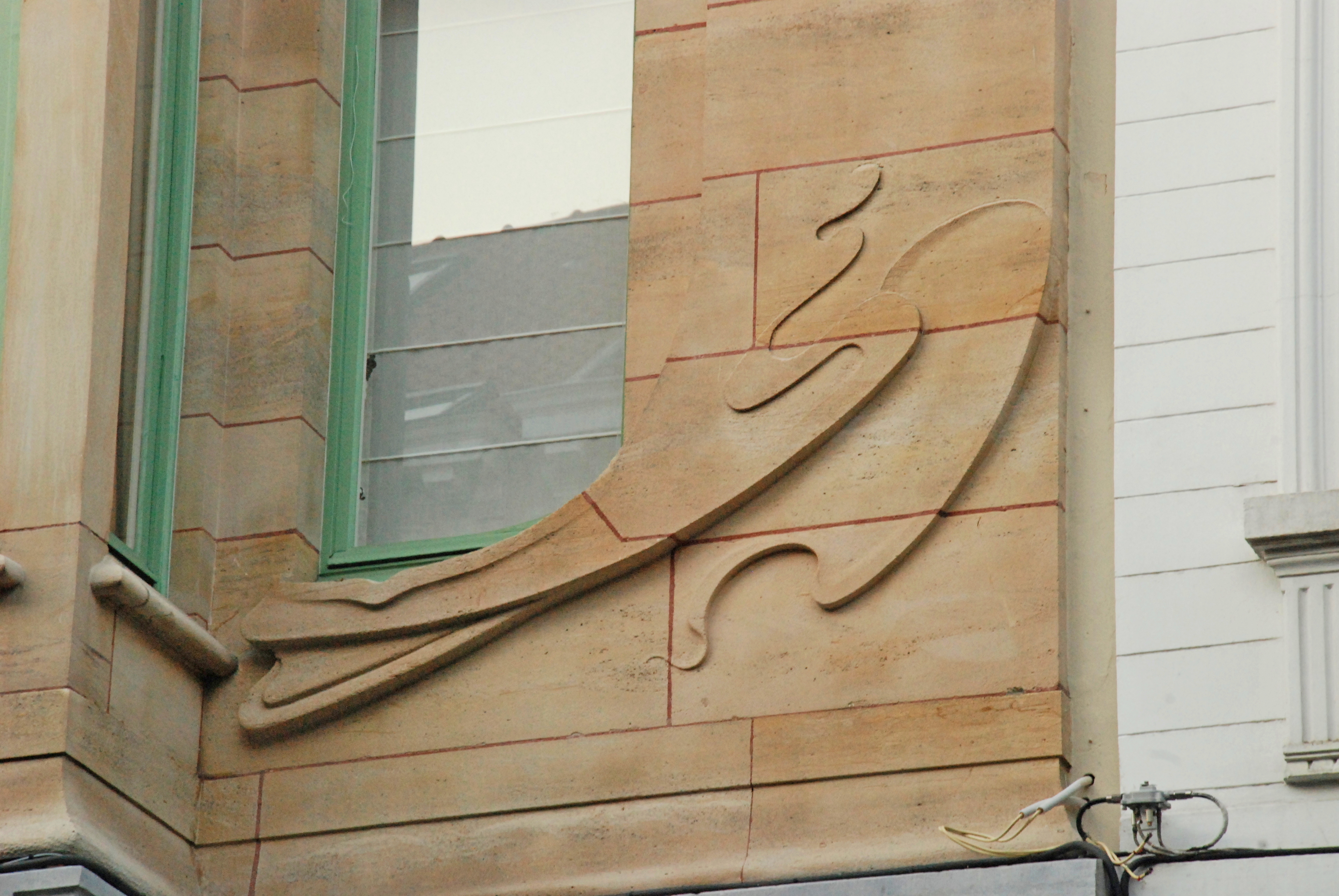
Ornement de la Maison Liétart.

Victor Taelemans s'inscrivait dans la tendance « Art nouveau floral » initiée par Victor Horta (par opposition à la tendance « Art nouveau géométrique » initiée par Paul Hankar : voir Art nouveau en Belgique).

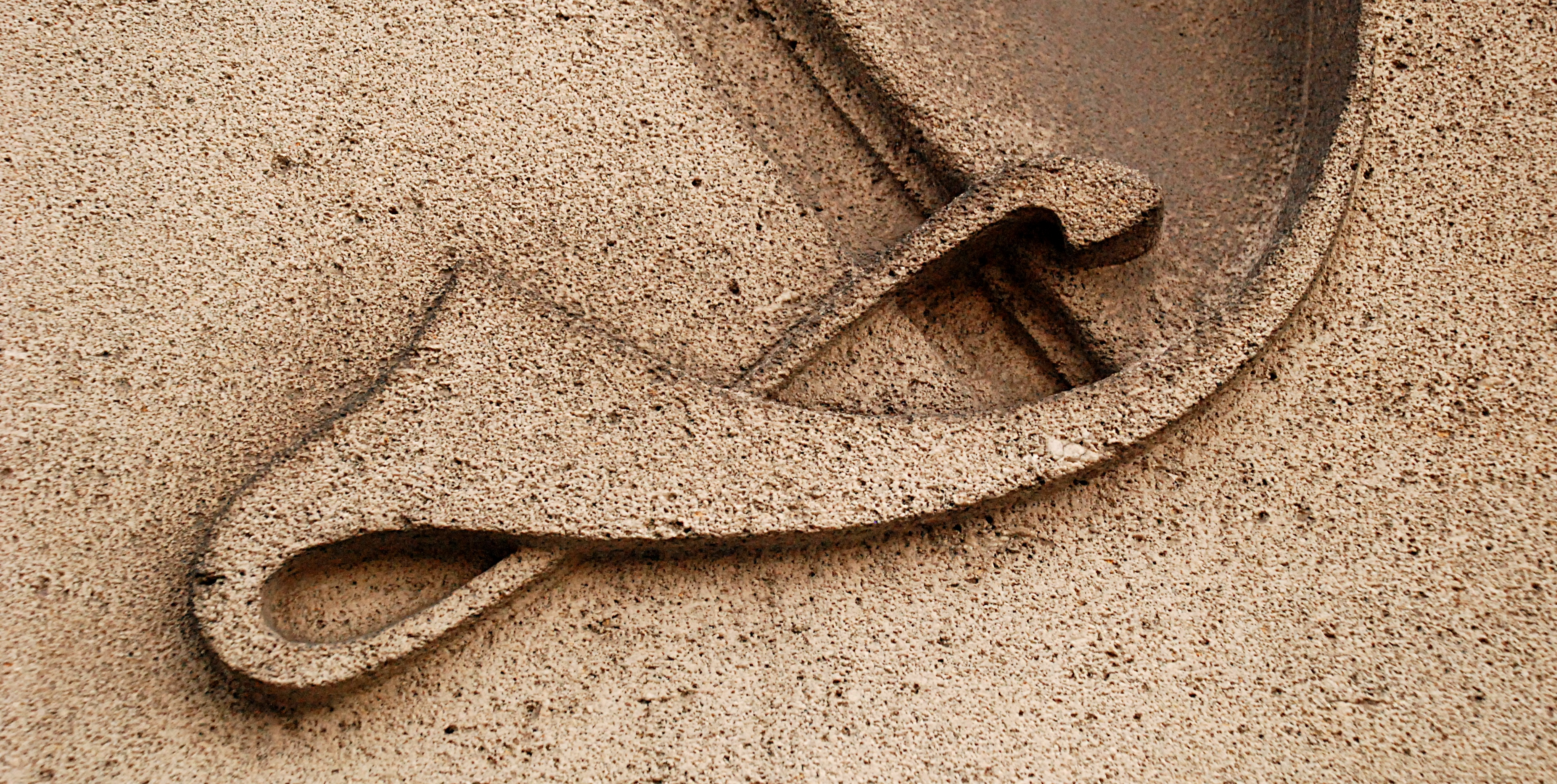
Ornement de la rue Philippe le Bon 70.

## Réalisations

### Immeubles de style «Art nouveau floral»
- 1898 : Maison Liétart, rue de Pavie, 32
- 1899 : avenue Michel-Ange, 80
- 1899 : Villa Elisa, avenue Winston Churchill n° 8 à Uccle
- 1901 : Maison Taelemans (maison personnelle), rue Philippe le Bon, 70
- 1907 : rue Ernest Solvay 32, à Ixelles

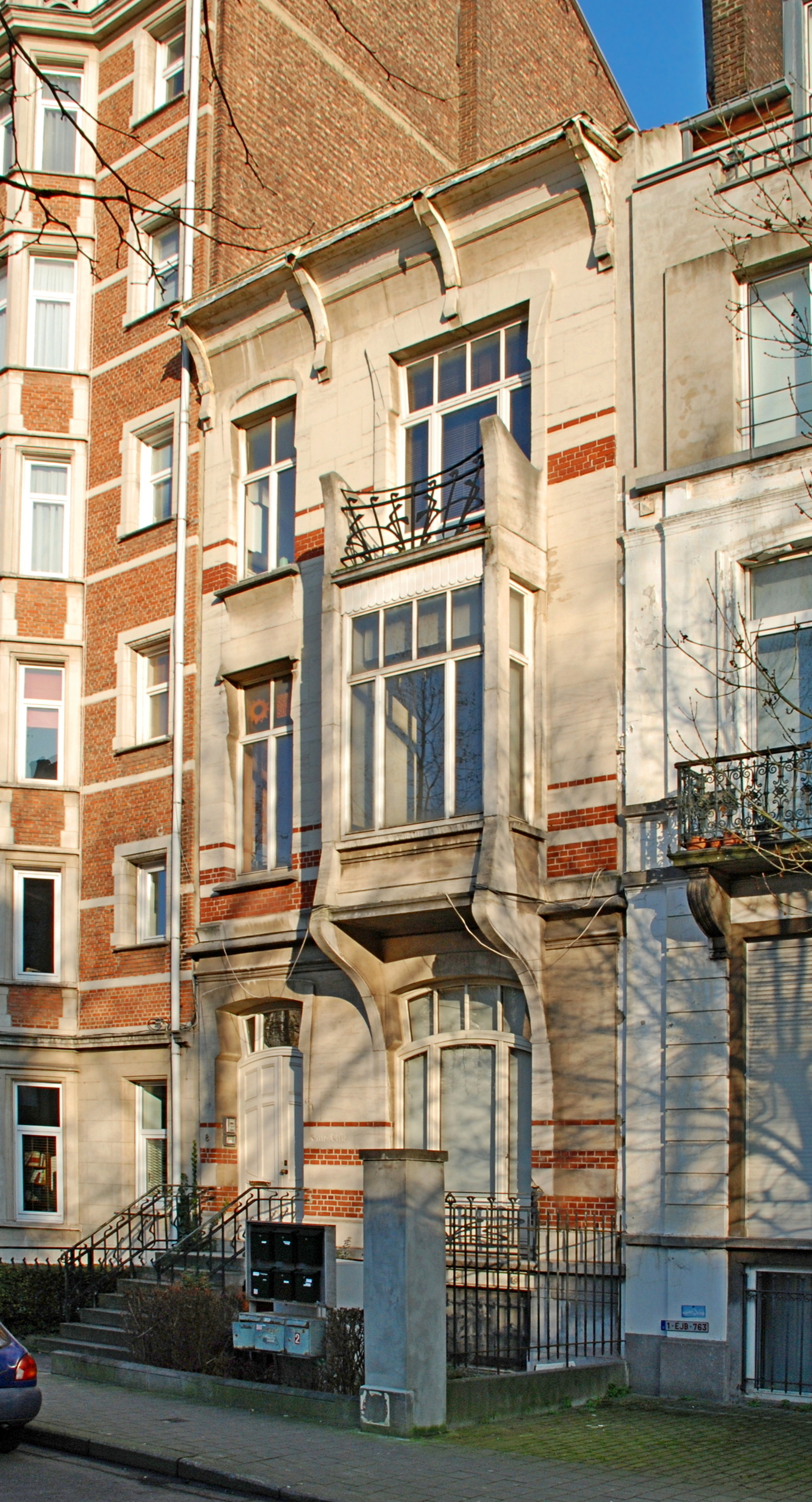
Villa Elisa.
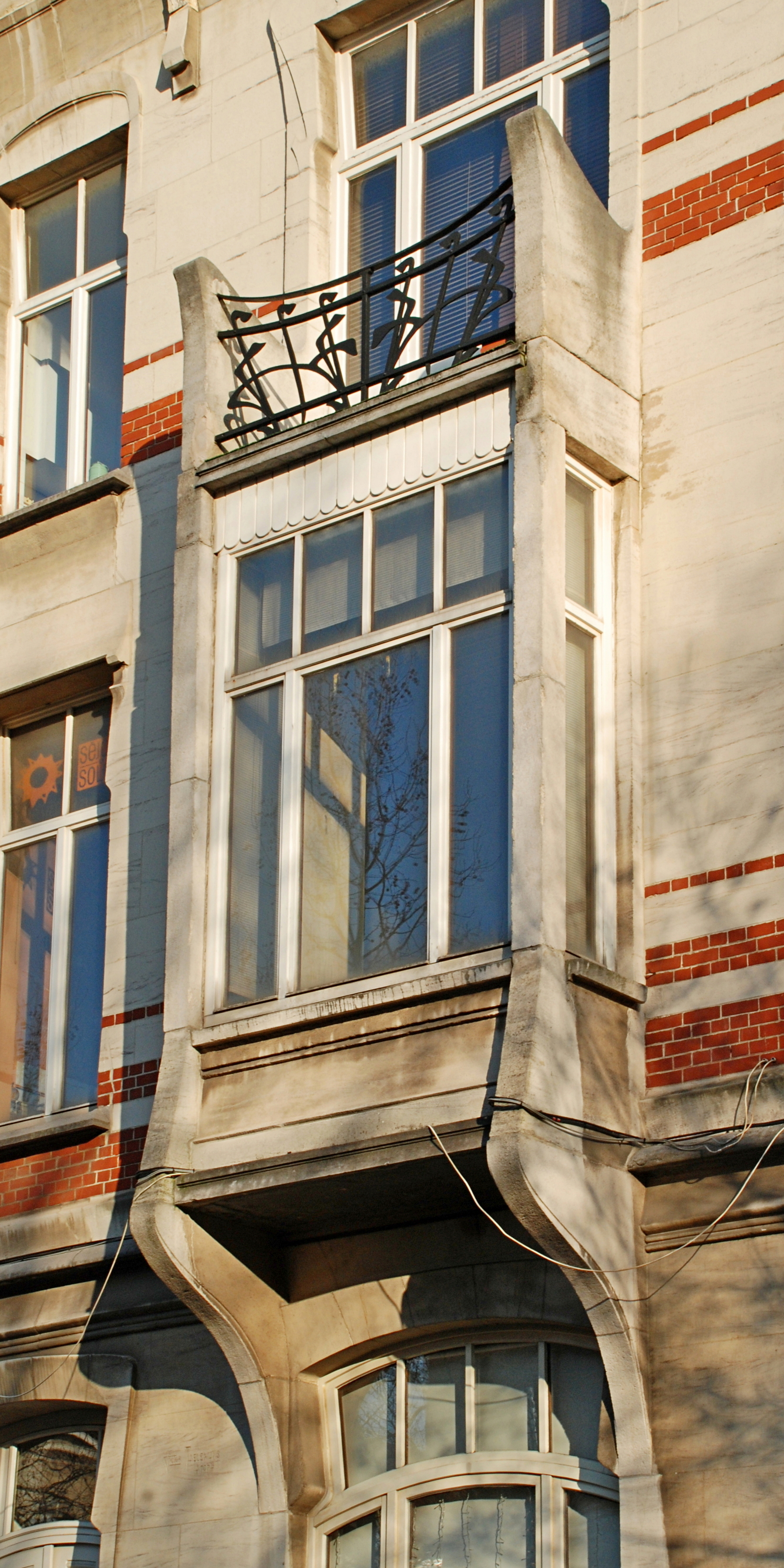
Oriel de la Villa Elisa.
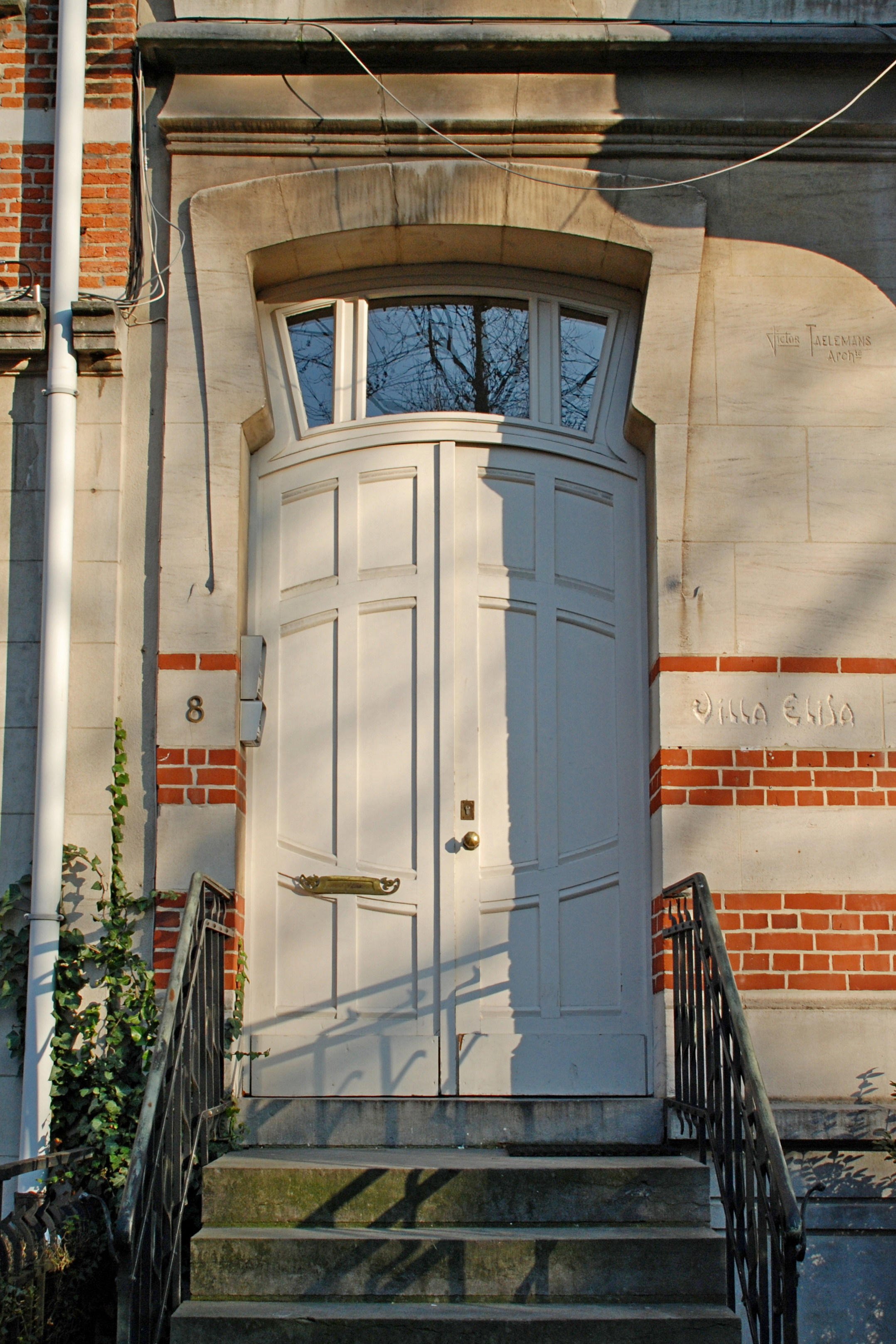
Porte de la Villa Elisa.
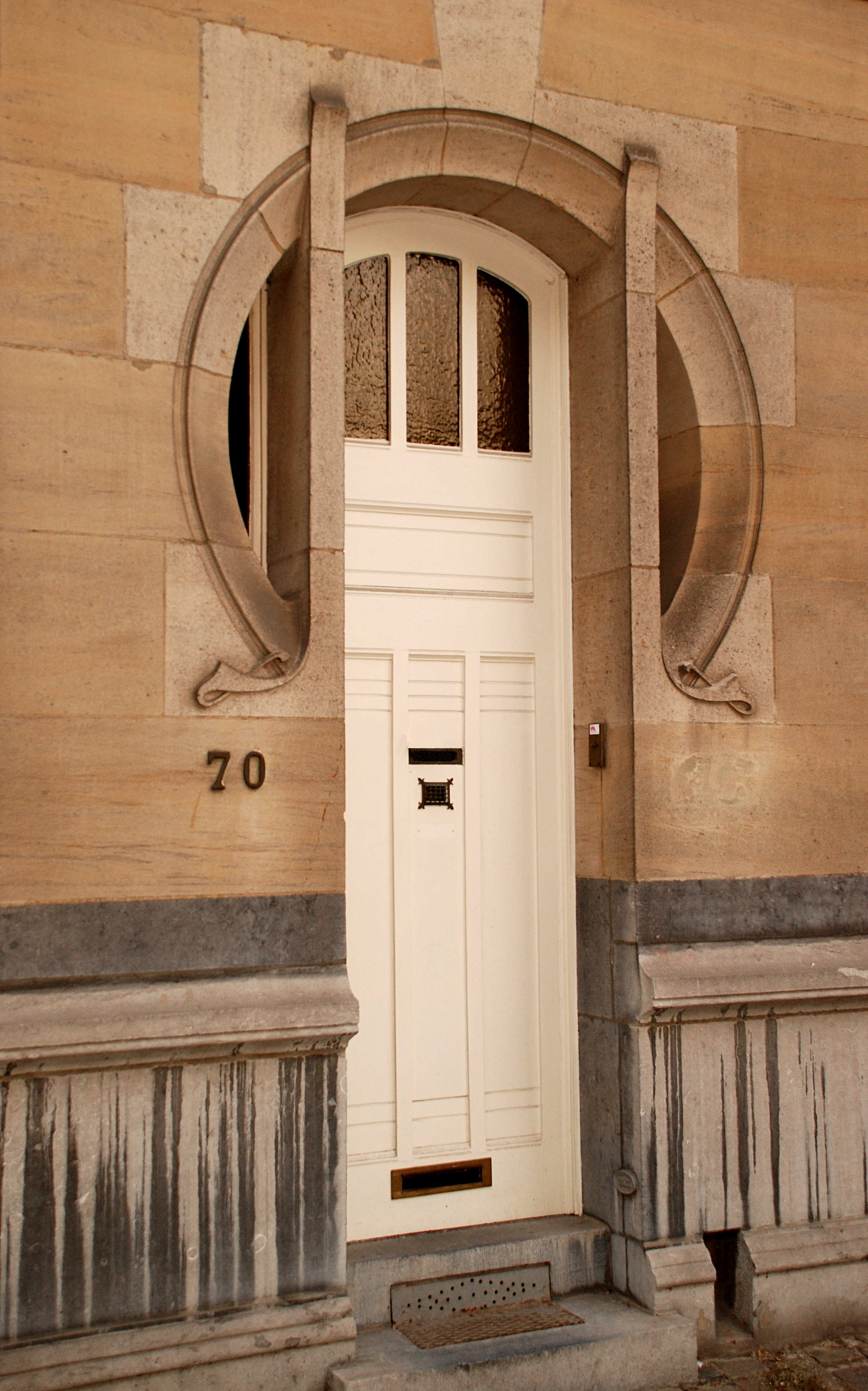
Rue Philippe le Bon, 70.
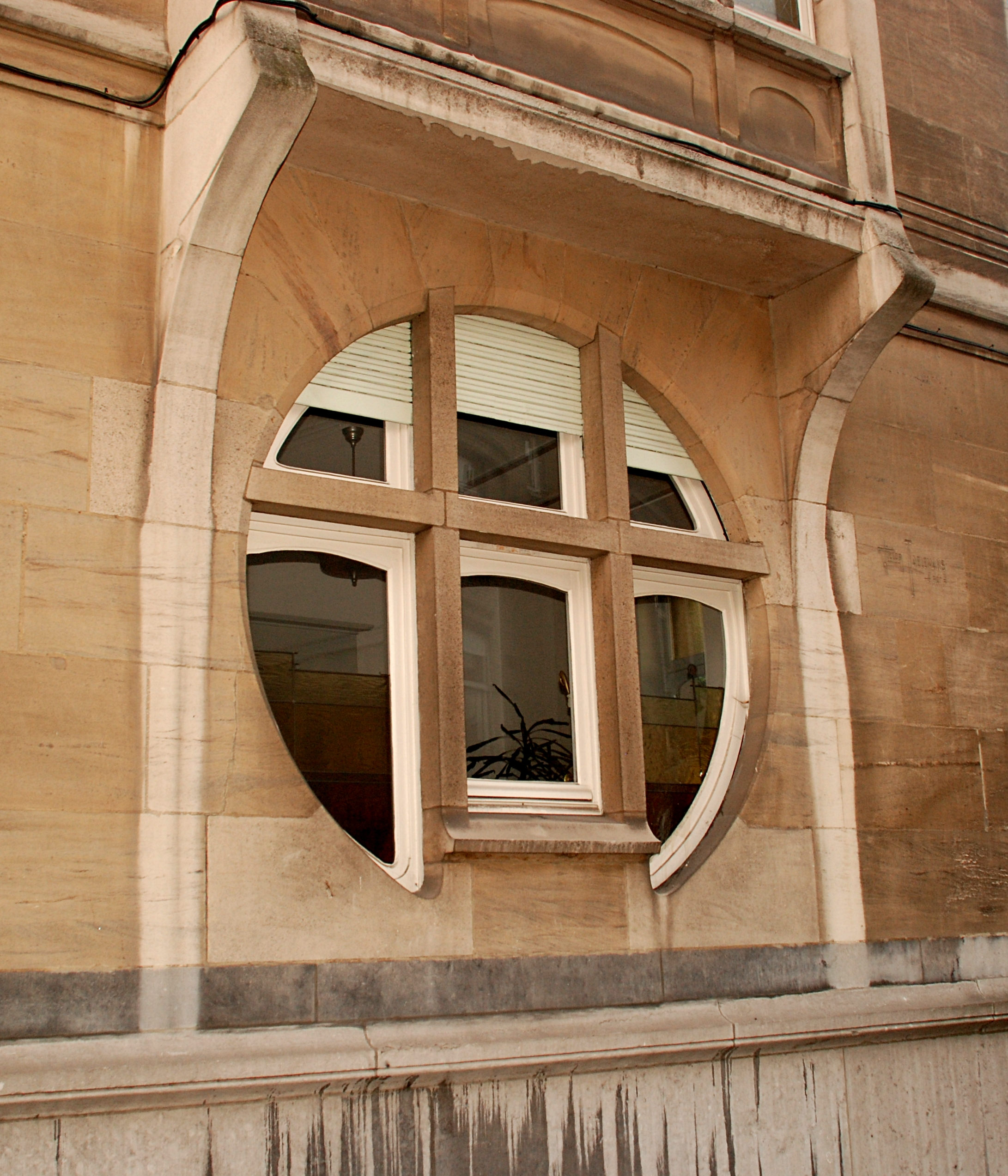
Rue Philippe le Bon, 70.

### Immeubles de style éclectique[1]
- 1888 : chaussée de Charleroi, 206
- 1895 : rue du Taciturne, 49